# Ideoblothrus holmi
Ideoblothrus holmi är en spindeldjursart som först beskrevs av Beier 1955.  Ideoblothrus holmi ingår i släktet Ideoblothrus och familjen spinnklokrypare. Inga underarter finns listade i Catalogue of Life.